# Zlatno (okres Poltár)
Zlatno je obec v okrese Poltár v Banskobystrickém kraji na Slovensku. Leží v Revúcké vrchovině, v údolí potoka Polovno. Nachází se 10 km severně od okresního města na silnici II/595 a železniční trati č. 162. Žije zde 455 obyvatel. Katastr obce zahrnuje víceméně jen její intravilán a tvoří malou enklávu uvnitř katastru obce České Brezovo.
První písemná zmínka o obci pochází z roku 1836, původně šlo o sklářskou huť. Historicky ležela v Novohradsku u jeho hranice s Malohontem.
V obci se nachází jednopodlažní klasicistní kaštel z let 1837–1838.

## Osobnosti
- Emil Horváth st., slovenský herec, se zde narodil v roce 1923.